# Слобідський край
Слобідський край (рус. Слобожанский край) — старейшее издание Харьковщины, долгое время — единственная украиноязычная газета Харькова. «Слобожанский край» — официальный печатный орган Харьковской областной рады и Харьковской облгосадминистрации. Газета выходит 3 раза в неделю.

## История
Первый номер газеты вышел 10 (23) марта 1917 года под названием «Пролетарій» (рус. Пролетарий). Со временем название изменили на «Комунар» (рус. Коммунар), затем — на «Харківський пролетар» (рус. Харьковский пролетарий). С 1934 года газета называлась «Соціалістична Харківщина» (рус. Социалистическая Харьковщина). Своё нынешнее название газета получила в начале 1990-х.
Газета выходила 5 раз в неделю: 4 страницы формата A2 по вторникам, средам, четвергам и пятницам (14 818 экз.) и 16 страниц формата А3 по субботам (13 034 экз.).
23 сентября 2009 года газета объявила акцию протеста в связи с сокращением финансирования издания. Как официальный печатный орган «Слобідський край» дотируется из областного бюджета и в 2008—2009 годах размер дотации сократился вдвое — с 800 до 400 тыс. грн. Сотрудники газеты не получали зарплату с мая 2009 года, редакция была вынуждена сократить штат на 6 человек. По словам главного редактора Владимира Ревенко, долг по зарплате на 23 сентября 2009 года составил около 100 тыс. грн.
В ответ начальник управления по делам прессы и информации Харьковской облгосадминистрации Алексей Липчанский заявил, что В. Ревенко в условиях кризиса не смог правильно распределить средства.
В октябре 2009 года заместителем главного редактора была назначена Виктория Лукашова. После увольнения Владимира Ревенко (в связи с окончанием срока действия контракта) она заняла должность главного редактора. Коллектив газеты обращался к председателю облсовета Сергею Чернову с просьбой продлить контракт с В. Ревенко, но бывший главный редактор, во избежание конфликта, от должности отказался, мотивируя это тем, что уходит на пенсию.
15 апреля 2010 года, на следующий день после назначения на должность, В. Лукашова заявила, что при газете планируется создать пресс-центр, а тираж газеты увеличить.